# Cot Parada
Cot Parada är ett berg i Indonesien.   Det ligger i provinsen Aceh, i den västra delen av landet, 1 900 km nordväst om huvudstaden Jakarta. Toppen på Cot Parada är 341 meter över havet, eller 74 meter över den omgivande terrängen. Bredden vid basen är 1,0 km. Cot Parada ligger på ön Pulau We.
Terrängen runt Cot Parada är huvudsakligen kuperad, men västerut är den platt. Havet är nära Cot Parada åt nordväst.Runt Cot Parada är det ganska glesbefolkat, med 34 invånare per kvadratkilometer. Närmaste större samhälle är Sabang, 8,5 km öster om Cot Parada. 